# 云南野海棠
云南野海棠（学名：Bredia yunnanensis）为野牡丹科野海棠属下的一个种。其种加词 yunnanensis 意为“云南的”。